# Brian Kelly
Ne doit pas être confondu avec Brian Kelly (football américain).
Brian Kelly, né le 14 février 1931 à Détroit et mort le 12 février 2005 à Voorhees Township est un acteur américain de télévision et producteur de cinéma. Il est notamment connu pour avoir joué le rôle de Porter Ricks dans la série Flipper le dauphin.

## Biographie
Brian Kelly est le fils de l'ancien gouverneur du Michigan, Harry F. Kelly (en), et d'Anne O'Brien Kelly. Il a deux frères et deux sœurs. Alumnus de l'université Notre-Dame, Brian Kelly sert comme officier au sein du Corps des Marines des États-Unis durant la guerre de Corée, puis devient étudiant en droit à l'université du Michigan.
Brian Kelly part pour Hollywood dans les années 1950. Après quelques petits rôles dans Aventures dans les îles et dans L'Homme à la carabine il joue dans deux séries télévisées de courte durée qui lancent sa carrière. Cependant, en 1964, il est choisi pour incarner Porter Ricks dans la série Flipper le dauphin, et reste connu aujourd'hui pour cette interprétation d'un père célibataire autonome et responsable.
En 1970, Brian Kelly est impliqué dans un accident de moto qui laisse sa jambe et son bras droit paralysés. Il est dédommagé financièrement, mais cet évènement brise sa carrière d'acteur. Par la suite, il décide de faire construire un studio de cinéma dans le but de produire des films, c'est ainsi qu'il est le producteur délégué du film Blade Runner, sorti en 1982.
Brian Kelly épouse en 1962 Laura Devon, de laquelle il divorce quelques années plus tard. Il se remarie en 1973 avec Valérie Ann Romero dont il a deux enfants : une fille Hallie et un fils Devin.
En février 2005, Brian Kelly meurt d'une pneumonie à deux jours de son soixante-quatorzième anniversaire.

## Filmographie

### Cinéma
- 1963 : Thunder Island (en) : Vincent Dodge
- 1964 : Les Nouvelles Aventures de Flipper le dauphin : Porter Ricks
- 1966 : Le Tour du monde sous les mers (Around The World Under The Sea) : Dr. Craig Mosby
- 1968 : Tire, Django, tire (Spara, Gringo, Spara) : Chad Stark

### Télévision
- 1958 : Panic! (Série TV) : Randy Burke
- 1959 : 21 Beacon Street (Série TV) : Brian
- 1959 : Aventures dans les îles (Adventures In Paradise) (Série TV) : Capitaine Rivers
- 1960 : Insight (Série TV) : Père Frank Bergen
- 1961-1962 : Straightaway (en) (Série TV) : Scott Ross
- 1963 : The Beverly Hillbillies (Série TV) : Un deuxième policier / Officier Kelly
- 1964-1967 : Flipper le dauphin (Série TV)  Porter Ricks
- 1970 : Drive Hard, Drive Fast (Téléfilm) : Mark Driscoll
- 1970 : Company of Killers (Téléfilm) : Nick Andros
- 1970 : Berlin Affair (Téléfilm) : Paul Strand

### Producteur
- 1982 : Blade Runner

### Réalisateur
- 1964 : Flipper le dauphin